# Wojciech Federczyk
Wojciech Federczyk (ur. w 1977) – polski prawnik, urzędnik państwowy, doktor nauk prawnych. W latach 2016–2024 dyrektor Krajowej Szkoły Administracji Publicznej im. Prezydenta Rzeczypospolitej Polskiej Lecha Kaczyńskiego.

## Życiorys
Absolwent Uniwersytetu Warszawskiego. Od 2007 jest pracownikiem Wydziału Prawa i Administracji Uniwersytetu Kardynała Stefana Wyszyńskiego. W 2012 obronił tam napisaną pod kierunkiem Zbigniewa Cieślaka pracę doktorską na temat „Prawnopubliczne granice stosowania mediacji w postępowaniu administracyjnym i sądowoadministracyjnym. Ujęcie systemowe”. W latach 2009–2016 pracował w Biurze Trybunału Konstytucyjnego. W lutym 2016 został zastępcą dyrektora Departamentu Zezwoleń i Koncesji Ministerstwa Spraw Wewnętrznych i Administracji. 8 października 2016 został powołany przez premier Beatę Szydło na dyrektora Krajowej Szkoły Administracji Publicznej im. Prezydenta Rzeczypospolitej Polskiej Lecha Kaczyńskiego. 12 czerwca 2024 został przez premiera Donalda Tuska odwołany z tego stanowiska. 
Prowadził badania w Niemieckim Instytucie Badawczym Administracji Publicznej w Spirze, na Uniwersytecie Humboldtów w Berlinie i na Karl-Franzens-Universität Graz. Jest autorem publikacji z dziedziny prawa administracyjnego i polubownych metod rozwiązywania sporów z udziałem administracji.
W 2022 odznaczony Medalem Stulecia Odzyskanej Niepodległości.